# 和睦井乡
和睦井乡，是中华人民共和国河北省石家庄市辛集市下辖的一个乡镇级行政单位。

## 行政区划
和睦井乡下辖以下地区：
和睦井村、西理顺井村、东理顺井村、散思台村、马乡村、贾辛庄村、双丘村、张家庄村、北周家庄村、南周家庄村、大士庄村、高家庄村、通士营村、豆家庄村、石槽李家庄村、红旗营村、双柳树村和小士庄村。